# دينيس بيرغر
دينيس بيرغر (بالألمانية: Denis Berger)‏ (14 أبريل 1983 بفيينا في النمسا - ) هو لاعب كرة قدم نمساوي في مركز الوسط. شارك مع منتخب النمسا تحت 21 سنة لكرة القدم. أما مع النوادي، فقد لعب مع أوستريا فيينا وكيكرز أوفنباخ ونادي بوخوم ونادي شتوتغارت وهانزا روستوك ويان ريغينسبورغ وفي إف بي شتوتغارت الثاني ونادي رييد وSportfreunde Siegen ‏ وSG Sonnenhof Großaspach ‏ ونادي هسن كاسل.

## وصلات خارجية
- دينيس بيرغر على موقع قاعدة بيانات كرة القدم.إي يو (الإنجليزية)
- دينيس بيرغر على موقع بيانات كرة القدم. دي إي (الألمانية)
- دينيس بيرغر على موقع عالم كرة القدم.نت (الإنجليزية)